# Ammoniak
Ammoniak er et kemikalie, der har fået navn efter den Ægyptiske gud Amon. Stoffet er en kemisk forbindelse mellem kvælstof (N) og brint (H). Ammoniak har den kemiske formel NH3, og det er en giftig, basisk og derfor ætsende gasart, NH3 (g), som er skadelig eller dræbende for både dyr og planter. Dets drivhusgaseffekt er flere hundrede gange større end CO2.
Ammoniak forhandles også som vandig opløsning i form af ammoniakvand NH3 (aq). 
Ved opløsning i vand eller ved reaktion med en syre omdannes ammoniak straks, helt eller delvist, til ammoniumioner (NH4+). Det er dette forhold, der gør, at man kan bruge ammoniak i landbruget. Ved nedfældning af den flydende ammoniak bliver der dannet ammoniumioner, der kan bruges som gødning af planterne. Ammoniumionen kan indgå i ammoniumklorid, der anvendes som smagsstof i salmiaklakrids. Ammoniumioner fra ammoniumklorid er ugiftigt, hvis det indtages, idet leveren omsætter forbindelsen til urinstof (urea). Nedbrydelse af protein i kroppen danner også ammoniak/ammoniumioner, som på samme måde omdannes til urea, før koncentrationen bliver for høj.
Ammoniak er en råvare i kemisk industri, og produceres især i Haber-Bosch-processen fra naturgas, som hovedingrediens i kunstgødning.
Ammoniak bruges som arbejdsmedie i varmekraftmaskiner. Det afprøves som brændstof i skibsmotorer.